# (3883) Verbano
(3883) Verbano ist ein Asteroid des Hauptgürtels, der am 7. September 1972 vom russischen Astronomen Nikolai Stepanowitsch Tschernych am Krim-Observatorium in Nautschnyj (IAU-Code 095) entdeckt wurde.
Der Asteroid wurde nach dem oberitalienischen See Lago Verbano benannt, der jeweils zur Hälfte in Italien und im Schweizer Kanton Tessin liegt.